# 劉果 (光緒進士)
刘果（1855年—1914年）字毅公，号绍严，河南省陳州府太康縣（今河南太康）人，清朝官员。

## 生平
刘果于清朝光緒十二年（1886年）中进士，同年五月，俱著主事分部学习，任礼部精膳司主事。1900年庚子事变期间，刘果护驾两宫逃难到陕西。后任翰林院编修，领导补修被八国联军烧毁的档案有功，授典礼院副掌院学士。河南筹建洛潼铁路时，刘果经河南同乡推举，任河南省铁路总理兼洛潼铁路公司董事长，任职七年，在该铁路即将建成时辞职回到家乡。
1914年，刘果在家乡病逝。